# Trox perlatus
Trox perlatus är en skalbaggsart som beskrevs av Geoffroy 1762. Trox perlatus ingår i släktet Trox och familjen knotbaggar. Inga underarter finns listade i Catalogue of Life.

## Bildgalleri

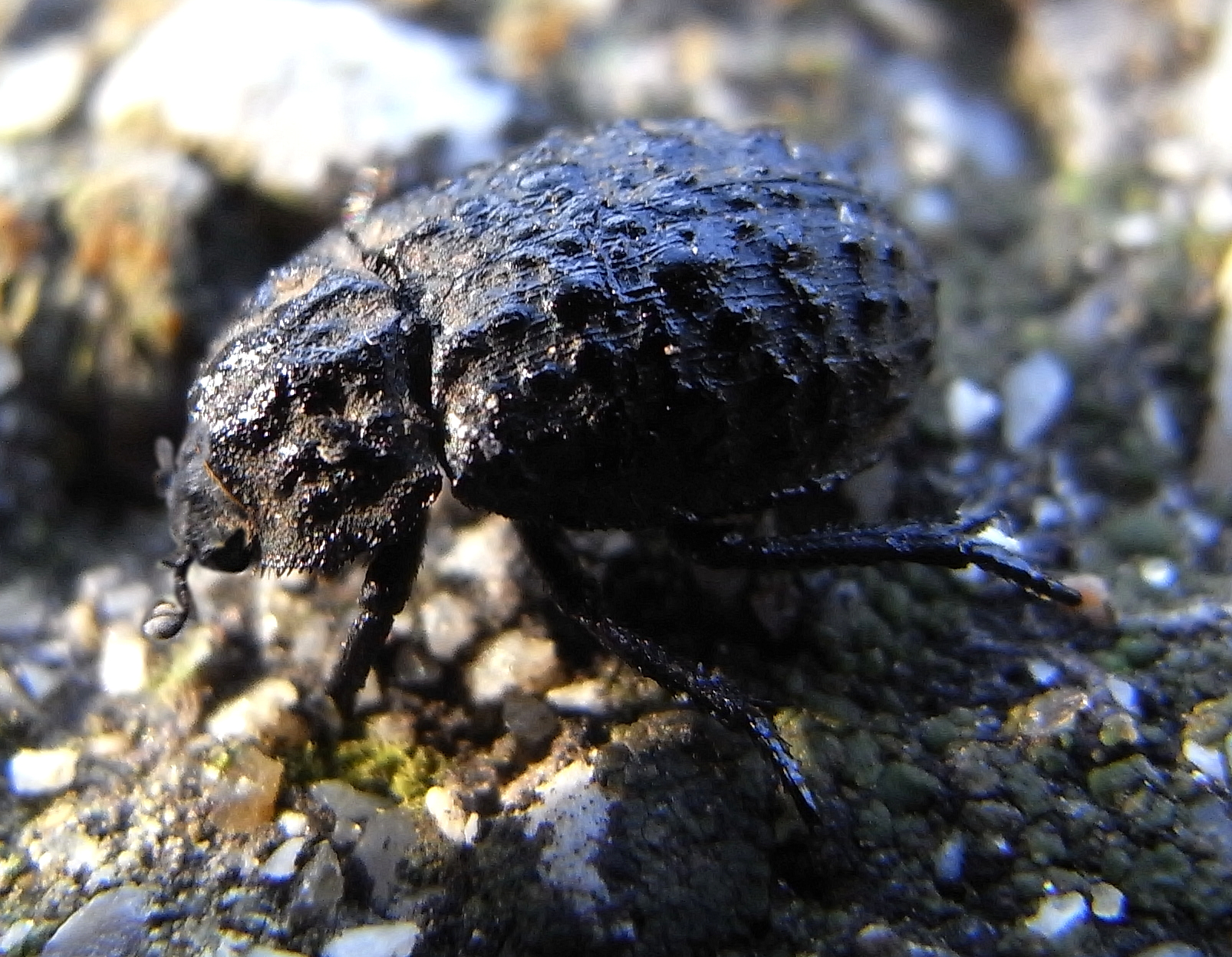